# Hospital General (estación)
Hospital General es una de las estaciones que forman parte del Metro de la Ciudad de México, perteneciente a la Línea 3. Se ubica en el centro de la Ciudad de México, en la alcaldía Cuauhtémoc.

## Información general
Recibe su nombre por estar situado junto al Hospital General de México, el más antiguo hospital público de la Ciudad de México y uno de los principales centros de enseñanza médica del país. Su emblema está formado por el símbolo de la Cruz Roja.
Esta estación funcionó como terminal sur de la línea desde su inauguración en noviembre de 1970, conformando el tramo inicial Tlatelolco-Hospital General, hasta que en junio de 1980 fue ampliada a Centro Médico.

## Conectividad

### Salidas
- Oriente: Dr. Pasteur Colonia Doctores.
- Poniente: Dr. Pasteur Colonia Doctores.

### Conexiones
Existen conexiones con las estaciones y paradas de diversos sistemas de transporte:
- Línea 2 del Trolebús.
- Línea 3 del Metrobús.

## Sitios de interés
- Hospital General de México
- Hospital Infantil de México Federico Gómez

## Afluencia
La siguiente tabla muestra la afluencia de la estación en los últimos 10 años:
| Afluencia Anual de Pasajeros | Afluencia Anual de Pasajeros | Afluencia Anual de Pasajeros | Afluencia Anual de Pasajeros | Afluencia Anual de Pasajeros | Afluencia Anual de Pasajeros |
| ---------------------------- | ---------------------------- | ---------------------------- | ---------------------------- | ---------------------------- | ---------------------------- |
| Año                          | Afluencia                    | A Diario                     | Ranking                      | Incremento                   | Ref.                         |
| 2023                         | 5,642,524                    | 15,458                       | 80°/195                      | +11.18%                      | [ 2 ]                        |
| 2022                         | 5,075,058                    | 13,904                       | 87°/195                      | +48.31%                      | [ 2 ]                        |
| 2021                         | 3,421,978                    | 9,375                        | 91°/195                      | -16.17%                      | [ 3 ]                        |
| 2020                         | 4,082,080                    | 11,153                       | 89°/195                      | -45.42%                      | [ 4 ]                        |
| 2019                         | 7,478,953                    | 20,490                       | 87°/195                      | -5.12%                       | [ 5 ]                        |
| 2018                         | 7,882,229                    | 21,595                       | 81°/195                      | -1.90%                       | [ 6 ]                        |
| 2017                         | 8,035,005                    | 22,013                       | 73°/195                      | -4.91%                       | [ 7 ]                        |
| 2016                         | 8,449,620                    | 23,086                       | 73°/195                      | -1.36%                       | [ 8 ]                        |
| 2015                         | 8,566,280                    | 23,469                       | 66°/195                      | -2.82%                       | [ 9 ]                        |
| 2014                         | 8,815,281                    | 24,151                       | 62°/195                      | -1.00%                       | [ 10 ]                       |